# Passage (Christoph Hein)
Passage. Ein Kammerspiel in drei Akten ist ein Stück von Christoph Hein, das am 25. Oktober 1987 in Essen (Regie: Hansgünther Heyme) und im November 1987 in Zürich (Regie: Urs Schaub) sowie in Dresden (Regie: Klaus Dieter Kirst) uraufgeführt wurde. Der Text erschien 1988 im Verlag Luchterhand in Darmstadt und war bereits 1987 in „Theater der Zeit“ auszugsweise vorabgedruckt worden.

## Inhalt

### Handlung
1
Während des Zweiten Weltkriegs warten deutsche Flüchtlinge im Hinterzimmer des Cafés eines französischen Weinbauerndorfs an der spanischen Grenze auf ihren illegalen Grenzübertritt. Ziel der Flucht mit Unterstützung der Fluchthelferin Lisa ist die Passage über Port-Bou in Spanien nach Portugal und von Lissabon weiter in verschiedene amerikanische Länder. Der 54-jährige Jude Dr. Hugo Frankfurther, ein Sinologe, überbrückt das Warten mit Schachspiel. Die Flüchtlinge hungern und sind auf die Almosen der Einheimischen angewiesen. Frankfurther glaubt nicht daran, dass die Franzosen ihn an die Deutschen ausliefern. Andere Flüchtlinge widersprechen; verweisen auf Le Vernet, Les Milles und Gurs. Frankfurther denkt an Suizid. Er will sich Morphium beschaffen und spricht den deutschen Hauptmann a. D. Alfred Hirschburg darauf an. Der 76-jährige Jude Hirschburg denkt nicht an Selbstmord, sondern nur an Flucht. Der in zwei Kriegen mit drei Orden des Deutschen Reiches dekorierte Militär sollte in ein KZ gesteckt werden und war aus Deutschland geflohen.
2
Frankfurther führt ein dickleibiges Manuskript im Gepäck mit – sein Lebenswerk. Darin wird ein chinesischer Laut mit über zweihundert Bedeutungen erforscht. Das Geplauder darüber kann den Ernst der Lage nicht verdecken. Vichy-Frankreich hat Ausländern den Aufenthalt an seinen Grenzen verboten. Deutsche Kontrollen – selbst im Vichy-Frankreich – müssen befürchtet werden. Die auf den Abmarsch in Richtung Spanien wartenden deutschen Flüchtlinge können es kaum glauben – in Deutschland sollen angeblich Juden mit Automobilabgasen umgebracht werden.
Als Kistner und von Studnitz, zwei SS-Männer, die Zimmer des Cafés durchkämmen und zu den Flüchtlingen vordringen, vergiftet sich Frankfurther während der Passkontrolle mit Blausäure. Zuvor hatte der Gelehrte noch Schritte zur Rettung seines Lebenswerkes unternommen.
3
Der alte Offizier Hirschburg hingegen – von den bedeutend jüngeren Flüchtlingen als naiv und vertrottelt eingeschätzt – kämpft ums Leben. Der alte Mann wartet nicht, bis Lisa das Signal zum Aufbruch gibt, sondern marschiert einfach los – hinein in die Pyrenäen nach Spanien. Er führt 15 alte Männer an. Das sind Juden, die es aus dem Herzogtum Auschwitz, in dem es ein „Arbeitslager“ geben soll, quer durch Mitteleuropa bis nach Südfrankreich geschafft haben.
Vor Hirschburgs Abmarsch hatte der französische Bürgermeister Paul Joly sich als Fluchthelfer betätigt und dem deutschen Offizier detaillierte Marschanweisungen gegeben. Joly hatte den Hauptmann immer für einen Esel gehalten. Der Bürgermeister war jedoch durch das Auftauchen der beiden deutschen „Kontrolleure“ wachgerüttelt worden.

## Weitere Aufführungen
1988
12. Januar: Weimar
27. Februar: Karl-Marx-Stadt
29. Februar: französische Erstaufführung im Théâtre Populaire de Lorraine in Diedenhofen (Regie: François Mathieu)
27. August: Schwerin
16. September: Nordhausen
1989
18. Februar: Wittenberg
22. April: Rostock
29. April: Baden-Baden
8. September: Frankfurt (Oder)
16. September: Eisenach
6. Oktober: Zeitz

## Rezeption

### Äußerungen nach Bühnenaufführungen
Andreas Roßmann („FAZ“ vom 29. Oktober 1987) erinnert der Stoff an „Transit“ von Anna Seghers und an den „Vulkan“ von Klaus Mann. Frankfurther erinnere an Walter Benjamins Ende. Wolfgang Höbel („Süddeutsche Zeitung“ vom 30. Oktober 1987) verreißt die Essener Uraufführung als Melodram. Nach Heinz Klunker („Frankfurter Rundschau“ vom 8. Dezember 1987) trifft die Dresdner Uraufführung das Lebensgefühl der Ostdeutschen („undurchlässige Grenze“). Nach Ingrid Seyfahrth („Sonntag“, Nummer 52, 1987) ist nicht der Intellektuelle Frankfurther, sondern der Offizier Hirschburg mit seiner Tat Hoffnungsträger.

### Besprechungen
Kiewitz sieht das Stück als Allegorie. Mit seiner Lisa habe Hein der Fluchthelferin Lisa Fittko gedacht.
Kirst habe sich in der Dresdner Aufführung an die Idee von der Verteidigung der Utopie gehalten. Zwar habe die Weimarer Inszenierung von Christina Emig-Könning zu sehr die Angstzustände der Flüchtlinge hervorgehoben, doch diese Auslegung ergreife den Zuschauer gerade. Hirschburgs Leistung sei nicht seine professionelle Fluchthilfe, sondern seine Menschlichkeit. Identität könne nur finden, wer Wirklichkeit annähme.
Arnold nennt 43 Kritiken und weiter führende Arbeiten. Albrecht gibt vier Kritiken an.

## Verfilmung und Funkbearbeitung
- Am 13. November 1988 wurde der DDR-Fernsehfilm[15] „Passage“ ausgestrahlt.[16] Reimar J. Baur spielte den Dr. Frankfurther, Hans-Peter Minetti den Hauptmann Hirschburg und Jenny Gröllmann die Lisa.
- Am 16. Juli 1988 wurde die Fassung für den Rundfunk von Heidemarie Böwe unter der Regie von Achim Scholz im Radio DDR II gesendet.[17]

### Textausgaben
Verwendete Ausgabe
- „Passage. Ein Kammerspiel in drei Akten“. S. 61–130 in: Christoph Hein: Die Ritter der Tafelrunde und andere Stücke. 264 Seiten. Aufbau-Verlag, Berlin 1990 (1. Aufl.), ISBN 3-351-01632-8

Ausgaben
- Christoph Hein: Passage. Ein Kammerspiel in drei Akten. Mit einem Frontispiz-Foto von Joseph Gallus Rittenberg. 77 Seiten. Luchterhand Literaturverlag, Darmstadt 1988

### Sekundärliteratur
- Michael Töteberg: „Der Anarchist und der Parteisekretär. Die DDR-Theaterkritik und ihre Schwierigkeiten mit Christoph Hein.“ S. 36–43 in: Heinz Ludwig Arnold (Hrsg.): „Text+Kritik. Zeitschrift für Literatur. Heft 111. Christoph Hein.“ München, Juli 1991, ISBN 3-88377-391-3
- Klaus Hammer (Hrsg.): „Chronist ohne Botschaft. Christoph Hein. Ein Arbeitsbuch. Materialien, Auskünfte, Bibliographie.“ 315 Seiten. Aufbau-Verlag, Berlin 1992, ISBN 3-351-02152-6
- Erika Stephan: „Das Kammerspiel Passage im Verständnis des Theaters“. S. 213–222 in: ebenda.
- Christl Kiewitz: „Der stumme Schrei. Krise und Kritik der sozialistischen Intelligenz im Werk Christoph Heins.“ 308 Seiten. Stauffenburg Verlag, Tübingen 1995 (Diss. Universität Augsburg 1994), ISBN 3-86057-137-0 (S. 289–294)
- Terrance Albrecht: „Rezeption und Zeitlichkeit des Werkes Christoph Heins.“ 191 Seiten. Peter Lang, Frankfurt am Main 2000, ISBN 3-631-35837-7